# Skopiá (ort i Grekland, Västra Makedonien)
Skopiá (Skopia, Ano Nevoliani) är en ort i Grekland.   Den ligger i prefekturen Nomós Florínis och regionen Västra Makedonien, i den norra delen av landet, 400 km nordväst om huvudstaden Aten. Skopiá ligger 695 meter över havet och antalet invånare är 563.
Terrängen runt Skopiá är kuperad åt sydväst, men åt nordost är den platt. Runt Skopiá är det ganska glesbefolkat, med 25 invånare per kvadratkilometer. Närmaste större samhälle är Florina, 2,1 km norr om Skopiá. Trakten runt Skopiá består till största delen av jordbruksmark.